# Capital Europea de la Cultura

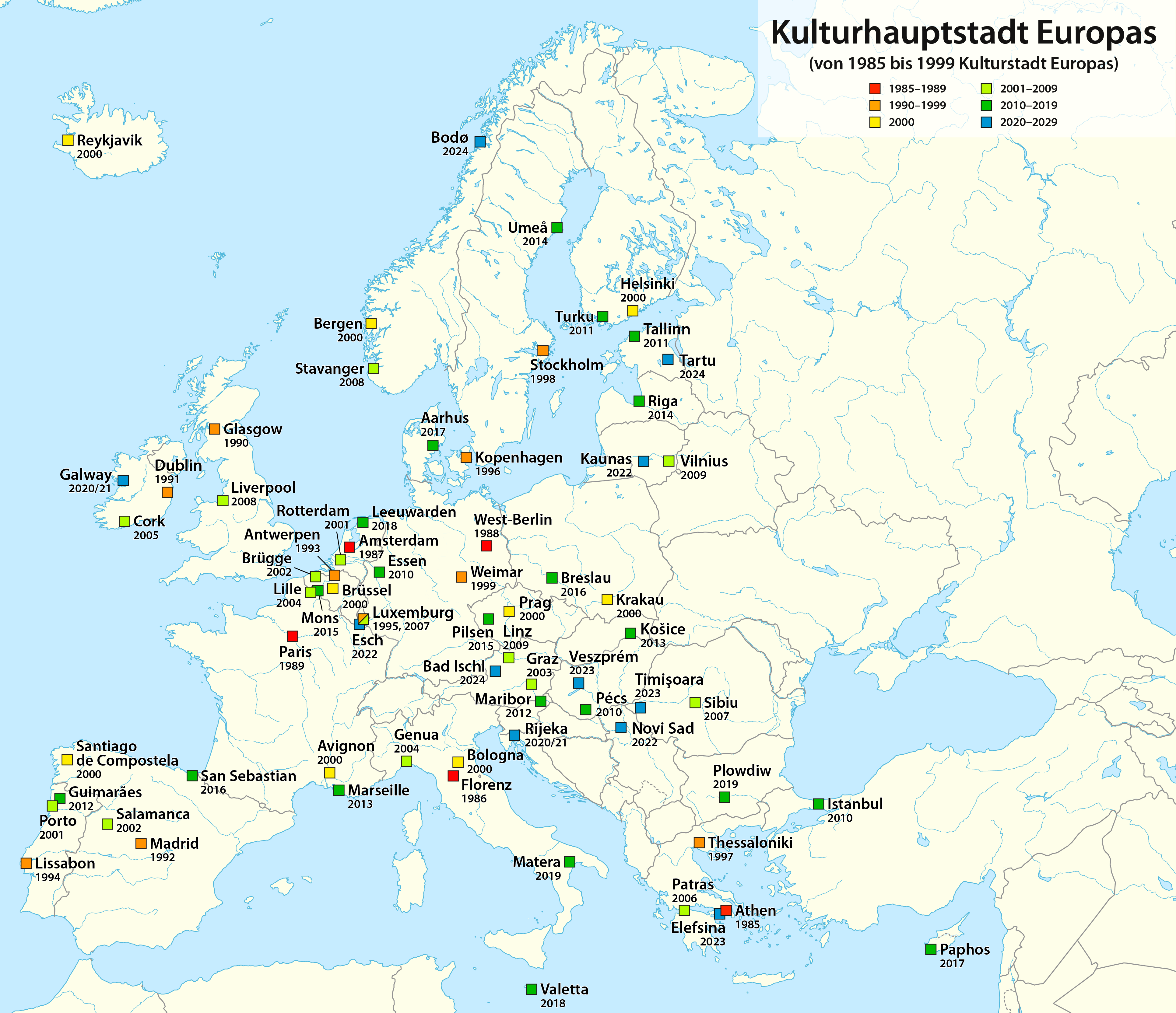
Capitales europeas de la cultura

Capital Europea de la Cultura es un título conferido por el Parlamento Europeo y el Consejo de la Unión Europa a una o dos ciudades europeas, que durante un año tienen la posibilidad de mostrar su desarrollo y vida culturales. Algunas ciudades europeas han aprovechado esta designación para transformar completamente sus estructuras culturales y ser reconocidas en el ámbito europeo e internacional. Cuando una ciudad es nombrada Capital Europea de la Cultura, en ella se desarrollan todo tipo de manifestaciones artísticas.
Se cree que la ciudad que ostenta el título de capital cultural de Europa puede maximizar significativamente sus beneficios sociales y económicos, especialmente cuando los eventos se incluyen como parte de la estrategia de desarrollo a largo plazo de la ciudad y su región circundante.
En febrero de 2021, ya habían sido 61 las ciudades designadas, correspondiendo a 33 países, algunos no miembros de la Unión Europea. Solamente la Ciudad de Luxemburgo ha repetido capitalidad (en 1995 y 2007). Por países, han sido designadas cinco capitalidades en Bélgica, España, Francia e Italia, y cuatro en Alemania, Grecia, Países Bajos y Portugal. Dieciocho de las capitales culturales designadas son también capitales nacionales; de las 27 capitales de la UE, no lo han sido Bratislava, Bucarest, Budapest, Liubliana, Nicosia, Roma, Sofía, Viena y Zagreb.

## Historia
Concebido como un método para acercar las ciudades europeas, el proyecto de Ciudad Europea de la Cultura es lanzado el 13 de junio de 1985 en el Consejo de Ministros bajo la iniciativa de Melina Mercouri. Desde entonces, la iniciativa ha tenido mejor acogida entre los ciudadanos europeos y un creciente impacto cultural y socioeconómico gracias al gran número de visitantes que atrae.
En 1990 los ministros de cultura lanzaron el Mes Cultural Europeo, que solo existió hasta 2001. Este evento, era similar al de Ciudad de la Cultura, aunque duraba menos tiempo que el anterior, además de estar dirigido principalmente a las ciudades de los países no miembros de la UE.
En 1991, los organizadores de las diferentes ciudades europeas de la cultura, crearon una red que permitiese el intercambio y la difusión de la información también para los organizadores de los eventos futuros. Esta red llevó a cabo a finales de 2004 un estudio sobre el impacto de las ciudades europeas de la cultura desde su creación.
En 1999 la Ciudad Europea de la Cultura fue rebautizada Capital Europea de la Cultura y es ahora financiada por el programa Cultura 2007, como lo fue antes por el Cultura 2000. El 25 de mayo de ese mismo año, el Parlamento Europeo tomó la decisión de integrar el evento en el marco comunitario y ha introducido un nuevo procedimiento de selección para las capitales en el período de 2005/2019. Esta decisión fue tomada debido a la feroz competencia de los miembros comunitarios por obtener un reconocimiento, ahora se establece un sistema rotatorio, por lo que cada país miembro tendrá la oportunidad de albergar la Capital Europea de la Cultura por lo menos una vez.
Las ciudades europeas de la cultura eran designadas sobre la base intergubernamental hasta finales de 2004; los Estados miembros seleccionaban unánimemente las ciudades más aptas para hospedar el evento, el cual es patrocinado por la Comisión Europea, que garantizaba un subsidio para la ciudad escogida cada año. A partir de 2005, las instituciones europeas toman parte en el procedimiento de selección de la ciudad que hospedará el evento.
Los representantes de las capitales europeas de la cultura y de los meses culturales europeos, así como representantes de las ciudades candidatas y de la red de capitales culturales fuera de la Unión Europea, forman la red de Capitales y de Meses culturales europeos (ECCM) desde 1985, que es una ONG con sede en el ministerio de cultura, investigación y enseñanza superior de Luxemburgo. El objetivo principal de esta red, es asegurar la transferencia de conocimientos y de experiencias concernientes a las capitales culturales, de dar la documentación necesaria y de ayudar las futuras Capitales culturales.
En 2014, Letonia emitió una moneda conmemorativa de 2€ para celebrar la designación de Riga como Capital Europea de la Cultura.

## Capitales Europeas de la Cultura
| Declaración                   | Año                | Ciudad                                                                   | País                                                                     | Notas/Enlaces |                                                                          |
| ----------------------------- | ------------------ | ------------------------------------------------------------------------ | ------------------------------------------------------------------------ | --- | ------------------------------------------------------------------------ |
| Ciudad Europea de la Cultura  | 1985               | Atenas                                                                   | Grecia                                                                   | |                                                                          |
| Ciudad Europea de la Cultura  | 1986               | Florencia                                                                | Italia                                                                   | |                                                                          |
| Ciudad Europea de la Cultura  | 1987               | Ámsterdam                                                                | Países Bajos                                                             | |                                                                          |
| Ciudad Europea de la Cultura  | 1988               | Berlín (occidental)                                                      | Alemania                                                                 | |                                                                          |
| Ciudad Europea de la Cultura  | 1989               | París                                                                    | Francia                                                                  | |                                                                          |
| Ciudad Europea de la Cultura  | 1990               | Glasgow                                                                  | Reino Unido                                                              | |                                                                          |
| Ciudad Europea de la Cultura  | 1991               | Dublín                                                                   | Irlanda                                                                  | |                                                                          |
| Ciudad Europea de la Cultura  | 1992               | Madrid                                                                   | España                                                                   | |                                                                          |
| Ciudad Europea de la Cultura  | 1993               | Amberes                                                                  | Bélgica                                                                  | |                                                                          |
| Ciudad Europea de la Cultura  | 1994               | Lisboa                                                                   | Portugal                                                                 | |                                                                          |
| Ciudad Europea de la Cultura  | 1995               | Luxemburgo                                                               | Luxemburgo                                                               | |                                                                          |
| Ciudad Europea de la Cultura  | 1996               | Copenhague                                                               | Dinamarca                                                                | |                                                                          |
| Ciudad Europea de la Cultura  | 1997               | Salónica                                                                 | Grecia                                                                   | |                                                                          |
| Ciudad Europea de la Cultura  | 1998               | Estocolmo                                                                | Suecia                                                                   | |                                                                          |
| Ciudad Europea de la Cultura  | 1999               | Weimar                                                                   | Alemania                                                                 | |                                                                          |
| Capital Europea de la Cultura | 2000               | Aviñón                                                                   | Francia                                                                  | El año 2000, llamado el año del milenio, fue tratado por la Unión Europea de una manera especial, con el fin de enfatizar el legado perdurable y la contribución de las ciudades europeas a los logros de la cultura y la civilización mundial. Por ese motivo, se eligieron nueve ubicaciones, incluidas dos ciudades de estados que se incorporarían a la UE el 1 de mayo de 2004. |                                                                          |
| Capital Europea de la Cultura | 2000               | Bergen                                                                   | Noruega                                                                  | El año 2000, llamado el año del milenio, fue tratado por la Unión Europea de una manera especial, con el fin de enfatizar el legado perdurable y la contribución de las ciudades europeas a los logros de la cultura y la civilización mundial. Por ese motivo, se eligieron nueve ubicaciones, incluidas dos ciudades de estados que se incorporarían a la UE el 1 de mayo de 2004. |                                                                          |
| Capital Europea de la Cultura | 2000               | Bolonia                                                                  | Italia                                                                   | El año 2000, llamado el año del milenio, fue tratado por la Unión Europea de una manera especial, con el fin de enfatizar el legado perdurable y la contribución de las ciudades europeas a los logros de la cultura y la civilización mundial. Por ese motivo, se eligieron nueve ubicaciones, incluidas dos ciudades de estados que se incorporarían a la UE el 1 de mayo de 2004. |                                                                          |
| Capital Europea de la Cultura | 2000               | Bruselas                                                                 | Bélgica                                                                  | El año 2000, llamado el año del milenio, fue tratado por la Unión Europea de una manera especial, con el fin de enfatizar el legado perdurable y la contribución de las ciudades europeas a los logros de la cultura y la civilización mundial. Por ese motivo, se eligieron nueve ubicaciones, incluidas dos ciudades de estados que se incorporarían a la UE el 1 de mayo de 2004. |                                                                          |
| Capital Europea de la Cultura | 2000               | Helsinki                                                                 | Finlandia                                                                | El año 2000, llamado el año del milenio, fue tratado por la Unión Europea de una manera especial, con el fin de enfatizar el legado perdurable y la contribución de las ciudades europeas a los logros de la cultura y la civilización mundial. Por ese motivo, se eligieron nueve ubicaciones, incluidas dos ciudades de estados que se incorporarían a la UE el 1 de mayo de 2004. |                                                                          |
| Capital Europea de la Cultura | 2000               | Cracovia                                                                 | Polonia                                                                  | El año 2000, llamado el año del milenio, fue tratado por la Unión Europea de una manera especial, con el fin de enfatizar el legado perdurable y la contribución de las ciudades europeas a los logros de la cultura y la civilización mundial. Por ese motivo, se eligieron nueve ubicaciones, incluidas dos ciudades de estados que se incorporarían a la UE el 1 de mayo de 2004. |                                                                          |
| Capital Europea de la Cultura | 2000               | Praga                                                                    | República Checa                                                          | El año 2000, llamado el año del milenio, fue tratado por la Unión Europea de una manera especial, con el fin de enfatizar el legado perdurable y la contribución de las ciudades europeas a los logros de la cultura y la civilización mundial. Por ese motivo, se eligieron nueve ubicaciones, incluidas dos ciudades de estados que se incorporarían a la UE el 1 de mayo de 2004. |                                                                          |
| Capital Europea de la Cultura | 2000               | Reikiavik                                                                | Islandia                                                                 | El año 2000, llamado el año del milenio, fue tratado por la Unión Europea de una manera especial, con el fin de enfatizar el legado perdurable y la contribución de las ciudades europeas a los logros de la cultura y la civilización mundial. Por ese motivo, se eligieron nueve ubicaciones, incluidas dos ciudades de estados que se incorporarían a la UE el 1 de mayo de 2004. |                                                                          |
| Capital Europea de la Cultura | 2000               | Santiago de Compostela                                                   | España                                                                   | El año 2000, llamado el año del milenio, fue tratado por la Unión Europea de una manera especial, con el fin de enfatizar el legado perdurable y la contribución de las ciudades europeas a los logros de la cultura y la civilización mundial. Por ese motivo, se eligieron nueve ubicaciones, incluidas dos ciudades de estados que se incorporarían a la UE el 1 de mayo de 2004. |                                                                          |
| Capital Europea de la Cultura | 2001               | Róterdam                                                                 | Países Bajos                                                             | |                                                                          |
| Capital Europea de la Cultura | 2001               | Oporto                                                                   | Portugal                                                                 | |                                                                          |
| Capital Europea de la Cultura | 2002               | Brujas                                                                   | Bélgica                                                                  | |                                                                          |
| Capital Europea de la Cultura | 2002               | Salamanca                                                                | España                                                                   | |                                                                          |
| Capital Europea de la Cultura | 2003               | Graz                                                                     | Austria                                                                  | |                                                                          |
| Capital Europea de la Cultura | 2004               | Génova                                                                   | Italia                                                                   | |                                                                          |
| Capital Europea de la Cultura | 2004               | Lille                                                                    | Francia                                                                  | |                                                                          |
| Capital Europea de la Cultura | 2005               | Cork                                                                     | Irlanda                                                                  | |                                                                          |
| Capital Europea de la Cultura | 2006               | Patras                                                                   | Grecia                                                                   | |                                                                          |
| Capital Europea de la Cultura | 2007               | Sibiu                                                                    | Rumania                                                                  | |                                                                          |
| Capital Europea de la Cultura | 2007               | Luxemburgo                                                               | Luxemburgo                                                               | |                                                                          |
| Capital Europea de la Cultura | 2008               | Liverpool                                                                | Reino Unido                                                              | |                                                                          |
| Capital Europea de la Cultura | 2008               | Stavanger                                                                | Noruega                                                                  | |                                                                          |
| Capital Europea de la Cultura | 2009               | Vilna                                                                    | Lituania                                                                 | |                                                                          |
| Capital Europea de la Cultura | 2009               | Linz                                                                     | Austria                                                                  | Linz 2009 |                                                                          |
| Capital Europea de la Cultura | 2010               | Essen                                                                    | Alemania                                                                 | Representando al Ruhr como Ruhr.2010 |                                                                          |
| Capital Europea de la Cultura | 2010               | Estambul                                                                 | Turquía                                                                  | |                                                                          |
| Capital Europea de la Cultura | 2010               | Pécs                                                                     | Hungría                                                                  | |                                                                          |
| Capital Europea de la Cultura | 2011               | Turku                                                                    | Finlandia                                                                | |                                                                          |
| Capital Europea de la Cultura | 2011               | Tallin                                                                   | Estonia                                                                  | |                                                                          |
| Capital Europea de la Cultura | 2012               | Guimarães                                                                | Portugal                                                                 | |                                                                          |
| Capital Europea de la Cultura | 2012               | Maribor                                                                  | Eslovenia                                                                | |                                                                          |
| Capital Europea de la Cultura | 2013               | Marsella                                                                 | Francia                                                                  | Marseille-Provence 2013 |                                                                          |
| Capital Europea de la Cultura | 2013               | Košice                                                                   | Eslovaquia                                                               | |                                                                          |
| Capital Europea de la Cultura | 2014               | Riga                                                                     | Letonia                                                                  | |                                                                          |
| Capital Europea de la Cultura | 2014               | Umeå                                                                     | Suecia                                                                   | |                                                                          |
| Capital Europea de la Cultura | 2015               | Mons                                                                     | Bélgica                                                                  | |                                                                          |
| Capital Europea de la Cultura | 2015               | Pilsen                                                                   | República Checa                                                          | |                                                                          |
| Capital Europea de la Cultura | 2016               | San Sebastián                                                            | España                                                                   | |                                                                          |
| Capital Europea de la Cultura | 2016               | Breslavia                                                                | Polonia                                                                  | Wrocław 2016 Archivado el 29 de julio de 2017 en Wayback Machine. |                                                                          |
| Capital Europea de la Cultura | 2017               | Aarhus                                                                   | Dinamarca                                                                | Aarhus 2017 |                                                                          |
| Capital Europea de la Cultura | 2017               | Pafos                                                                    | Chipre                                                                   | Pafos 2017 |                                                                          |
| Capital Europea de la Cultura | 2018               | Leeuwarden                                                               | Países Bajos                                                             | |                                                                          |
| Capital Europea de la Cultura | 2018               | La Valeta                                                                | Malta                                                                    | Valletta 2018 |                                                                          |
| Capital Europea de la Cultura | 2019               | Matera                                                                   | Italia                                                                   | Matera 2019 |                                                                          |
| Capital Europea de la Cultura | 2019               | Plovdiv                                                                  | Bulgaria                                                                 | Plovdiv 2019 |                                                                          |
| Capital Europea de la Cultura | 2020-abril de 2021 | Rijeka                                                                   | Croacia                                                                  | Prolongado hasta abril de 2021 a causa de la pandemia de COVID-19. Rijeka 2020 |                                                                          |
| Capital Europea de la Cultura | 2020-abril de 2021 | Galway                                                                   | Irlanda                                                                  | Galway 2020 |                                                                          |
| Capital Europea de la Cultura | 2021               | Ninguna programación prevista en 2021 a causa de la pandemia de COVID-19 | Ninguna programación prevista en 2021 a causa de la pandemia de COVID-19 | Ninguna programación prevista en 2021 a causa de la pandemia de COVID-19 | Ninguna programación prevista en 2021 a causa de la pandemia de COVID-19 |
| Capital Europea de la Cultura | 2022               | Esch-sur-Alzette                                                         | Luxemburgo                                                               | Esch-sur-Alzette 2022 |                                                                          |
| Capital Europea de la Cultura | 2022               | Novi Sad                                                                 | Serbia                                                                   | Programación desplazada de 2021 a 2022 a causa de la pandemia de COVID-19. Novi Sad 2021 |                                                                          |
| Capital Europea de la Cultura | 2023               | Veszprém                                                                 | Hungría                                                                  | Veszprém 2023 |                                                                          |
| Capital Europea de la Cultura | 2023               | Timișoara                                                                | Rumania                                                                  | Programación desplazada de 2021 a 2023 a causa de la pandemia de COVID-19 Timisoara 2023 (Coronavirus postponement) |                                                                          |
| Capital Europea de la Cultura | 2023               | Eleusis                                                                  | Grecia                                                                   | Programación desplazada de 2021 a 2023 a causa de la pandemia de COVID-19 Eleusis 2023 (Coronavirus postponement) |                                                                          |
| Futuras Capitales             | 2024               | Tartu                                                                    | Estonia                                                                  | Tartu 2024 |                                                                          |
| Futuras Capitales             | 2024               | Kaunas                                                                   | Lituania                                                                 | Kaunas 2022 |                                                                          |
| Futuras Capitales             | 2024               | Bad Ischl                                                                | Austria                                                                  | Salzkammergut 2024 |                                                                          |
| Futuras Capitales             | 2024               | Bodø                                                                     | Noruega                                                                  | Bodø 2024 Archivado el 16 de abril de 2021 en Wayback Machine. |                                                                          |
| Futuras Capitales             | 2025               | Nova Gorica y Gorizia (ITA)                                              | Eslovenia                                                                | GO! 2025 |                                                                          |
| Futuras Capitales             | 2025               | Chemnitz                                                                 | Alemania                                                                 | Chemnitz 2025 |                                                                          |
| Futuras Capitales             | 2026               | Trenčín                                                                  | Eslovaquia                                                               | Trenčín 2026 |                                                                          |
| Futuras Capitales             | 2026               | Oulu                                                                     | Finlandia                                                                | Oulu 2026 |                                                                          |
| Futuras Capitales             | 2027               | Liepāja                                                                  | Letonia                                                                  | Ciudades candidatas: Kuldiga, Cesis, Daugavpils, Jürmala, |                                                                          |
| Futuras Capitales             | 2027               | Évora                                                                    | Portugal                                                                 | Ciudades candidatas: Aveiro, Braga, Coímbra, Évora, Faro, Guarda, Leiría, Oeiras, Ponta Delgada |                                                                          |
| Futuras Capitales             | 2028               | České Budějovice                                                         | República Checa                                                          | Ciudades candidatas: Brno |                                                                          |
| Futuras Capitales             | 2028               | Bourges                                                                  | Francia                                                                  | Ciudades candidatas: Bourges, Clermont-Ferrand, Roubaix, Ruan, Saint-Denis |                                                                          |
| Futuras Capitales             | 2028               | Skopie                                                                   | Macedonia del Norte                                                      | |                                                                          |
| Futuras Capitales             | 2029               | Lublin                                                                   | Polonia                                                                  | |                                                                          |
| Futuras Capitales             | 2029               | Kiruna                                                                   | Suecia                                                                   | |                                                                          |
| Futuras Capitales             | 2030               |                                                                          | Chipre                                                                   | |                                                                          |
| Futuras Capitales             | 2030               |                                                                          | Bélgica                                                                  | Ciudades candidatas: Bruselas Lovaina, Lieja, Cortrique, Gante |                                                                          |
| Futuras Capitales             | 2030               |                                                                          | ?                                                                        | A determinar (Futura ampliación de la Unión Europea) |                                                                          |
| Futuras Capitales             | 2031               |                                                                          | Malta                                                                    | Potenciales ciudades candidatas: Tarxien, Cottonera, Sliema y Gozo |                                                                          |
| Futuras Capitales             | 2031               |                                                                          | España                                                                   | Ciudades candidatas: Oviedo, Las Palmas de Gran Canaria, Cáceres, Granada, Jerez de la Frontera, Burgos, Toledo, Palma, Pamplona, Vitoria, León |                                                                          |
| Futuras Capitales             | 2032               |                                                                          | Bulgaria                                                                 | |                                                                          |
| Futuras Capitales             | 2032               | Dinamarca                                                                |                                                                          | |                                                                          |
| Futuras Capitales             | 2033               |                                                                          | Países Bajos                                                             | Ciudades candidatas: Heerlen |                                                                          |
| Futuras Capitales             | 2033               | Italia                                                                   |                                                                          | |                                                                          |
| Futuras Capitales             | 2033               |                                                                          | ?                                                                        | A determinar (Futura ampliación de la Unión Europea) |                                                                          |

## Mes cultural europeo
| - 1992: Cracovia - 1993: Graz - 1994: Budapest - 1995: Nicosia |  | - 1996: San Petersburgo - 1997: Liubliana - 1998: Linz, La Valeta |  | - 1999: Plovdiv - 2001: Basilea, Riga |